# Coeroenie (ressort)
Coeroenie (soms ook gespeld als Coeroeni of Curuni) is een van de zeven ressorten waaruit het Surinaamse district Sipaliwini bestaat. Het ressort is vernoemd naar de rivier Coeroenie die door dit gebied stroomt.
In het oosten grenst het ressort Coeroenie aan Tapanahony, ten zuiden van Coeroenie ligt Brazilië. In het westen grenst het aan Guyana, het uiterste westen van het ressort Coeroenie vormt het betwiste Tigri-gebied. In het noorden grenst Coeroenie aan de ressorten Kabalebo en Boven-Coppename en in het noordoosten aan de ressorten Boven-Saramacca en Boven-Suriname.
In 2012 had Coeroenie volgens cijfers van het Centraal Bureau voor Burgerzaken (CBB) 1046 inwoners, een daling vergeleken met 1299 bewoners in 2004. Nagenoeg alle inwoners zijn inheemse Surinamers (99%). Enkele van de grotere dorpen in dit ressort zijn Kwamalasamoetoe, Anapi en Alalapadoe.

## Districtscommissarissen
Hieronder volgt een lijst van districtscommissarissen die het bestuursressort hebben bestuurd:
| Districtscommissaris | van  | tot   | opmerking                                     |
| -------------------- | ---- | ----- | --------------------------------------------- |
| Roline Samsoedien    | 2013 | 2014  | waarnemend                                    |
| Armand Jurel         | 2014 | 2016  | ernaast ook Boven-Coppename en Boven-Suriname |
| Joanna Aroepa        | 2016 | 2019  |                                               |
| Trees Cirino         | 2019 | 2020  |                                               |
| Merilu Sapa          | 2020 | heden |                                               |

Boven-Coppename‎ · Boven-Saramacca‎ · Boven-Suriname‎ · Coeroenie · Kabalebo · Paramacca · Tapanahony
Alalapadoe · Amatopo · Anapi · Atipakondre · Coeroenie · Kasjoe-eiland · Kwamalasamoetoe · Lucie · Sakuru · Sipaliwinisavanne · Vier Gebroeders